# Influenzavirus A subtipo H7N9

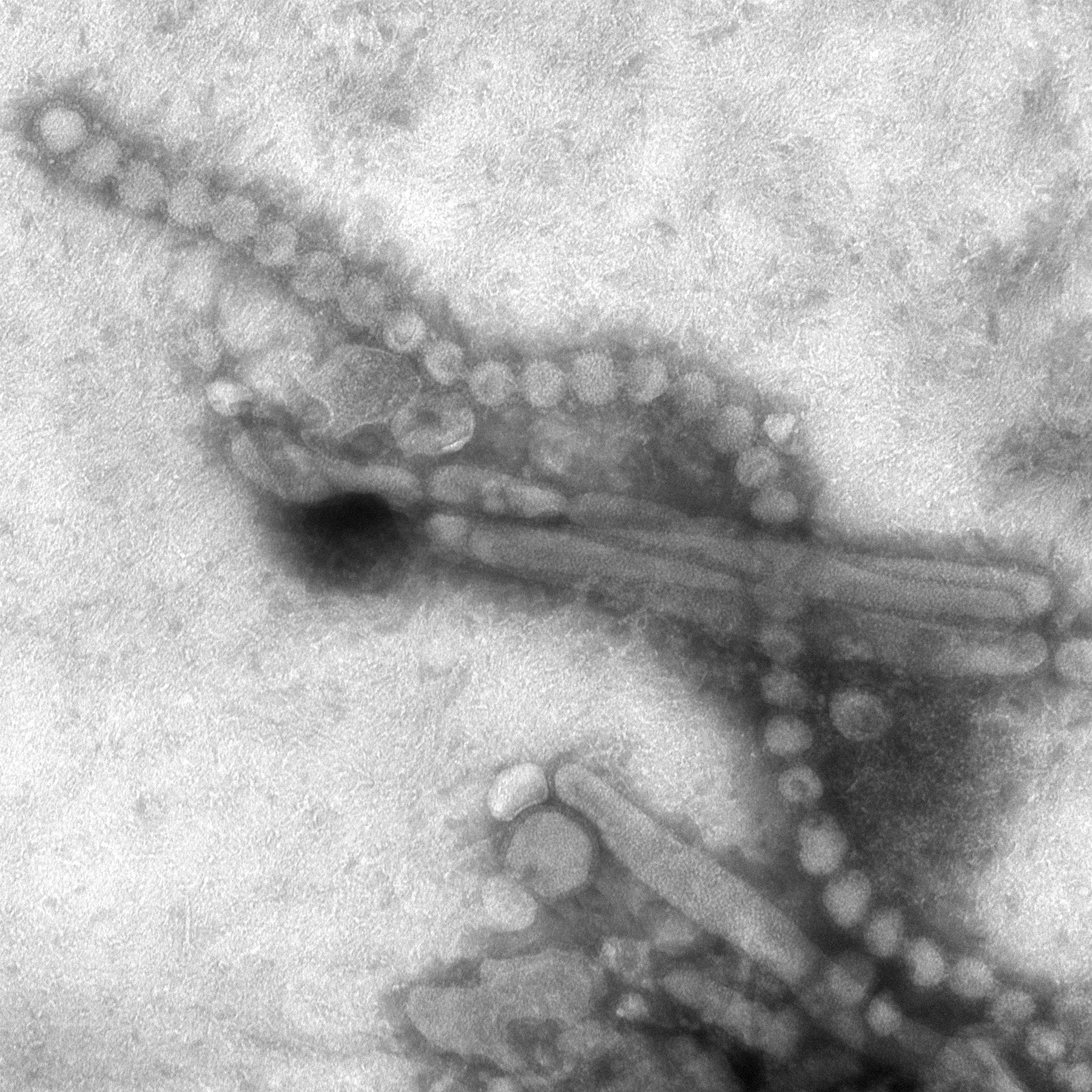
Vista Influenza A (H7N9)

H7N9 es un serotipo del Influenzavirus A que causa gripe aviar. Los virus A H7 circulan habitualmente entre la población de aves, pero algunas variantes pueden afectar ocasionalmente a humanos. El serotipo H7N9 se aisló por primera vez de un paciente humano en el año 2013 en China. En los meses siguientes al primer caso, se detectaron más de 100 personas infectadas, el 75% de las cuales habían tenido contacto con aves vivas. La Organización Mundial de la Salud considera al serotipo H7N9 como un virus peligroso para las personas que ha provocado hasta el 6 de noviembre de 2013, 139 casos en humanos y más de 45 fallecimientos.